# Sillago chondropus
Sillago chondropus är en fiskart som beskrevs av Bleeker, 1849. Sillago chondropus ingår i släktet Sillago och familjen Sillaginidae. Inga underarter finns listade i Catalogue of Life.